# Litoporus uncatus
Espèce
Synonymes
- Coryssocnemis uncata Simon, 1893
- Litoporus abrahami Mello-Leitão, 1947
- Tonoro multispinae González-Sponga, 2009

Litoporus uncatus est une espèce d'araignées aranéomorphes de la famille des Pholcidae.

## Distribution
Cette espèce se rencontre dans le Nord de l'Amérique du Sud.

## Publication originale
- Simon, 1893 : Études arachnologiques. 25e Mémoire. XL. Descriptions d'espèces et de genres nouveaux de l'ordre des Araneae. Annales de la Société Entomologique de France, vol. 62, p. 299-330.